# Atrichopogon bai
Atrichopogon bai är en tvåvingeart som beskrevs av Remm 1980. Atrichopogon bai ingår i släktet Atrichopogon och familjen svidknott.
Artens utbredningsområde är Turkmenistan. Inga underarter finns listade i Catalogue of Life.